# Damalacantha sinica
Damalacantha sinica är en insektsart som beskrevs av Bei-bienko 1951. Damalacantha sinica ingår i släktet Damalacantha och familjen vårtbitare. Inga underarter finns listade i Catalogue of Life.